# 内华达州众议院
内华达众议院（英語：Nevada Assembly）是美国内华达议会的下議院，共有42名议员，每届任期2年。現任眾議院議長為民主黨籍的史蒂夫·伊格。
2016年1月—11月，内华达众议院是美國唯一一個州有自由意志党籍議員（約翰·穆爾）的州議會。